# Cryptocheiridium kivuense
Cryptocheiridium kivuense es una especie de arácnido del orden Pseudoscorpionida de la familia Cheiridiidae.

## Distribución geográfica
Se encuentra en Kenia y en la República Democrática del Congo.